# Suore di Nostra Signora del Buon Soccorso (Troyes)
Le Suore di Nostra Signora del Buon Soccorso (in francese Sœurs de Notre-Dame du Bon Secours; sigla B.S.) sono un istituto religioso femminile di diritto pontificio.

## Storia
La congregazione fu fondata il 25 marzo 1840 dal sacerdote Paul-Sébastien Millet, parroco di Arcis-sur-Aube, con l'aiuto di Adélaïde Néty e Marie Pichon, per l'assistenza ai malati a domicilio: le religiose iniziarono a dedicarsi anche alla cura delle orfane sin dalle origini.
Nel 1843 fu aperta una filiale a Troyes e la superiora di questa comunità, Céline Petit Duperchoy, fu la prima superiora generale dell'istituto. La prima casa all'estero fu aperta a Orano nel 1856.
La congregazione raggiunse il massimo della sua espansione agli inizi del Novecento, arrivando a contare circa 1300 religiose e poco più di 100 case, ma con l'approvazione delle leggi anticongregazioniste francesi l'istituto iniziò a decadere.
L'istituto ricevette il pontificio decreto di lode il 24 febbraio 1863 e fu approvato definitivamente il 16 marzo 1877; le sue costituzioni, basate sulla Regola di sant'Agostino, ottennero l'approvazione definitiva il 21 marzo 1899.

## Attività e diffusione
Le suore si dedicano alla visita ai malati a domicilio.
Oltre che in Francia, sono presenti in Corea del Sud, Irlanda e Italia; la sede generalizia è a Troyes.
Alla fine del 2015 l'istituto contava 77 religiose in 13 case.